# Branca de Neve e o Caçador
Snow White and the Huntsman (bra: Branca de Neve e o Caçador; prt: Branca de Neve e o Caçador ou A Branca de Neve e o Caçador) é um filme norte-americano de 2012, dos gêneros fantasia, drama, ação e aventura, dirigido por Rupert Sanders, com roteiro de Evan Daugherty, Martin Solibakke, John Lee Hancock, e Hossein Amini inspirado no conto de fadas alemão "Branca de Neve", compilado pelos Irmãos Grimm.
Estrelado por Charlize Theron, Kristen Stewart, Chris Hemsworth, Sam Claflin, e Bob Hoskins (em seu último papel antes de se aposentar da atuação), Branca de Neve e o Caçador é o primeiro longa-metragem de uma planejada trilogia.
O filme recebeu críticas mistas e duas indicações ao Oscar de Melhores Efeitos Visuais e Melhor Figurino na 85ª edição do Oscar e obteve relativo sucesso em bilheteria.

## Elenco
| Personagem              | Ator / Atriz      |
| ----------------------- | ----------------- |
| Branca de Neve          | Kristen Stewart   |
| Eric                    | Chris Hemsworth   |
| Rainha                  | Charlize Theron   |
| William                 | Sam Claflin       |
| Finn                    | Sam Spruell       |
| Beith                   | Ian McShane       |
| Muir                    | Bob Hoskins       |
| Gort                    | Ray Winstone      |
| Nion                    | Nick Frost        |
| Coll                    | Toby Jones        |
| Duir                    | Eddie Marsan      |
| Quert                   | Johnny Harris     |
| Gus                     | Brian Gleeson     |
| Duque Hammond           | Vincent Regan     |
| Rei Magnus              | Noah Huntley      |
| Rainha Eleanor          | Liberty Ross      |
| Greta                   | Lily Cole         |
| Anna                    | Rachael Stirling  |
| Lily                    | Hattie Gotobed    |
| Thomas                  | Mark Wingett      |
| Broch                   | Dave Legeno       |
| Jovem William           | Xavier Atkins     |
| Jovem Ravenna           | Izzy Meikle-Small |
| Jovem Branca de Neve    | Raffey Cassidy    |
| Mãe da Ravenna          | Anastasia Hille   |
| Comandante do Duque     | Gregor Truter     |
| General Cavaleiro Negro | Greg Hicks        |
| Espelho                 | Christopher Obi   |

## Desenvolvimento
O projeto do longa-metragem começou a ser esboçado originalmente em setembro de 2010, com estreia prevista para dezembro de 2012. Entretanto, a data do filme foi antecipada em cerca de sete meses antes do previsto, uma vez que o estúdio Relativity Media está produzindo uma outra adaptação, Mirror Mirror, sobre esta personagem simultaneamente à Universal Pictures, sob a direção de Tarsem Singh e com Lily Collins e Julia Roberts no elenco. Todavia, o movimento não alterou a disputada, já que a Relativity Media anunciou que The Brothers Grimm: Snow White deverá ser lançado em março de 2012. Joe Roth, produtor de Snow White and the Huntsman, declarou que as histórias são muitos diferentes, acrescentando que este filme será mais épico e sombrio, ao estilo da trilogia cinematográfica O Senhor dos Anéis.

### Escolha do elenco

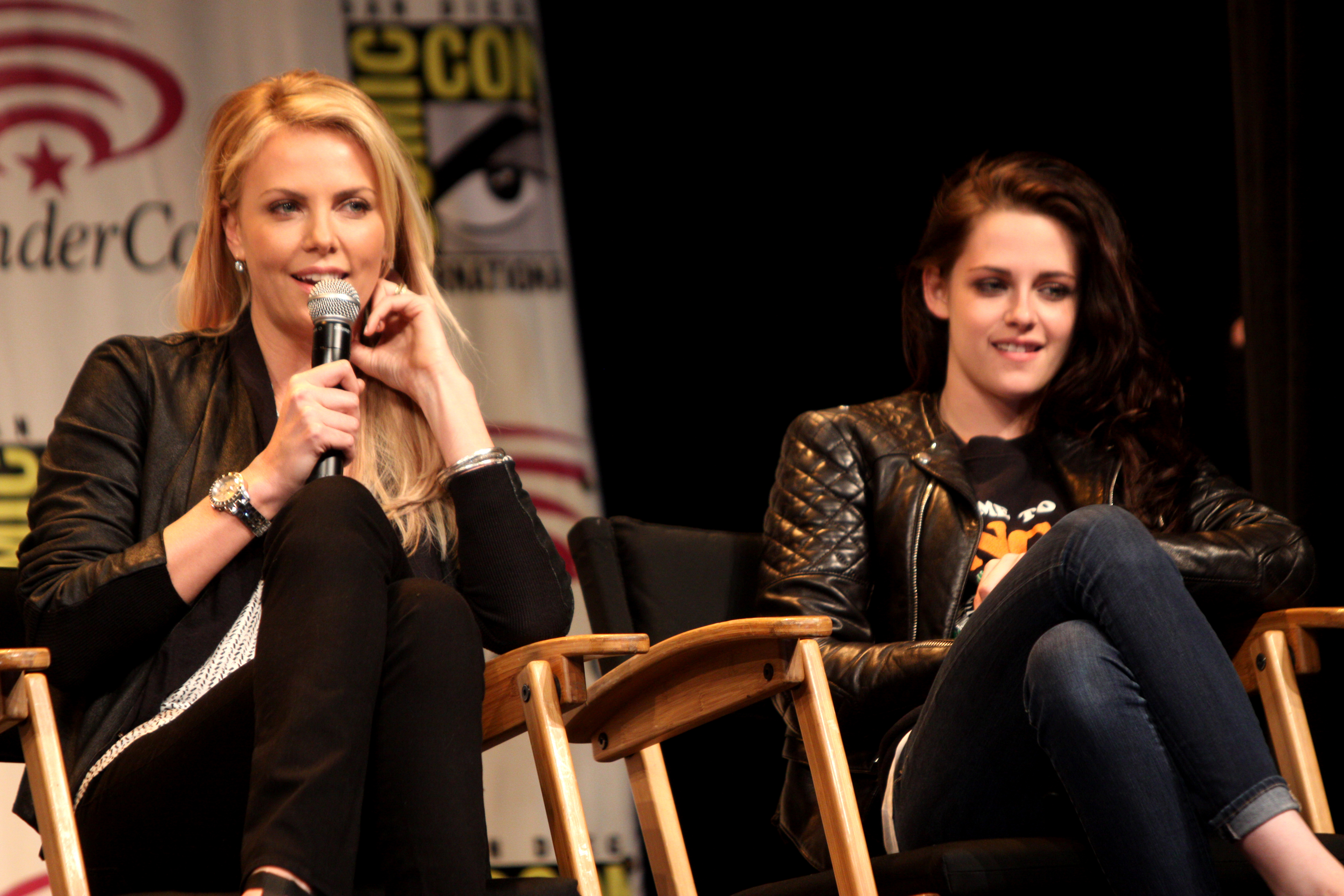
Theron & Stewart no Wondercon 2012 em Anaheim, California em março de 2012.

Os produtores de filmes consideravam lançar uma atriz menos conhecida para o papel de Branca de Neve, com a menção de Riley Keough, Felicity Jones, Bella Heathcote, Alicia Vikander e Rachel Maxwell como possíveis escolhas. Esta ideia tornou-se menos provável como atrizes conhecidas Dakota Fanning e Kristen Stewart foram posteriormente rumores de ser pré-seleccionadas para o papel. Em 4 de março de 2011, os rumores de elenco foram alimentados ainda mais por uma série de tweets de coprodutor Palak Patel, que confirmou que Stewart foi oferecido o papel. Os tweets também afirmou que uma confirmação oficial estaria saindo mais tarde essa semana, mas seria várias semanas antes de seu elenco foi confirmado oficialmente pelo estúdio. Kristen Stewart foi confirmada no elenco por Palak Patel, um dos produtores do filme, através de seu perfil na rede social Twitter em março.
O primeiro membro do elenco confirmado na produção foi a atriz Charlize Theron, em janeiro de 2011, assumindo o papel para o qual tinham sido consideradas inicialmente Angelina Jolie e Winona Ryder. Tom Hardy foi oferecido pela primeira vez o papel de Eric, o Caçador, mas recusou a oferta, que depois foi para Johnny Depp, que também recusou o papel. Viggo Mortensen estava em negociações com a Universal para o papel, mas em última análise, recusou o papel, também. Hugh Jackman foi oferecido brevemente o papel, mas também declinou. em 2011, a estrela de Thor, Chris Hemsworth acabou sendo escalado para o papel do caçador.[carece de fontes?]

## Produção

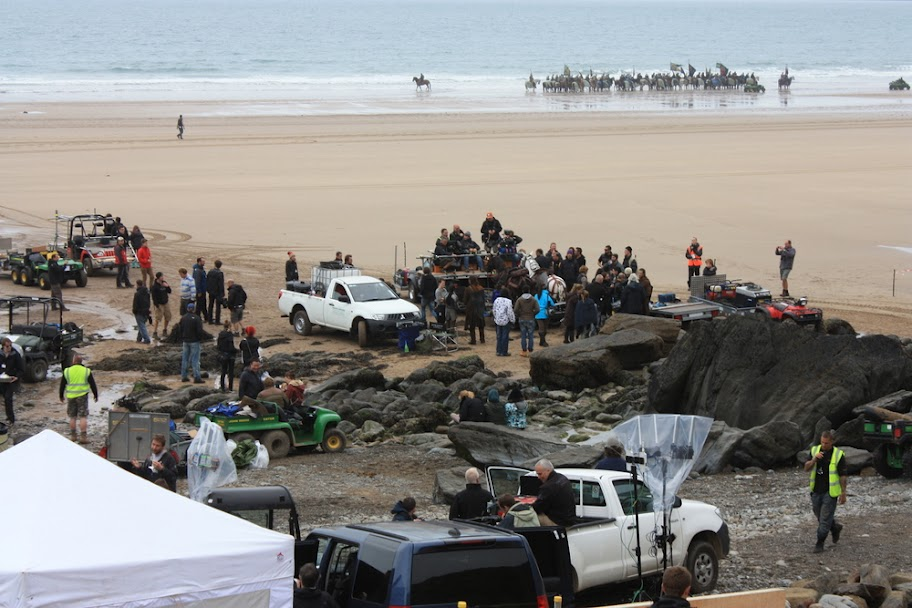
As filmagens em Marloes Sands para Snow White & the Huntsman

A filmagem principal teve lugar no Reino Unido. As cenas de praia foram predominantemente filmados em Pembrokeshire, na praia Marloes Sands, perto da aldeia de Marloes entre os dias 26 e 29 de setembro de 2011. Embora a praia não estava fechado para o público durante as filmagens, como as filmagens progrediram, algumas partes foram aconselhados a estar fora dos limites. Um castelo gerado por computador foi criado na vizinha ilha Gateholm. A área acima da praia foi utilizado para fins de produção, e uma rampa de madeira especial foi construído para os veículos e cavalos para acesso à praia.
A cantora inglesa Florence and the Machine gravou "Breath of Life" exclusivamente para o filme, que teria sido inspirado pelo personagem de Theron, Rainha Ravenna.
O filme utilizou consultores acadêmicos da Universidade de Chichester e da Universidade de Oxford para a pesquisa de back-up em contos de fadas e batalhas medievais.
Gavin trabalhou gratuitamente neste filme.

## Divulgação

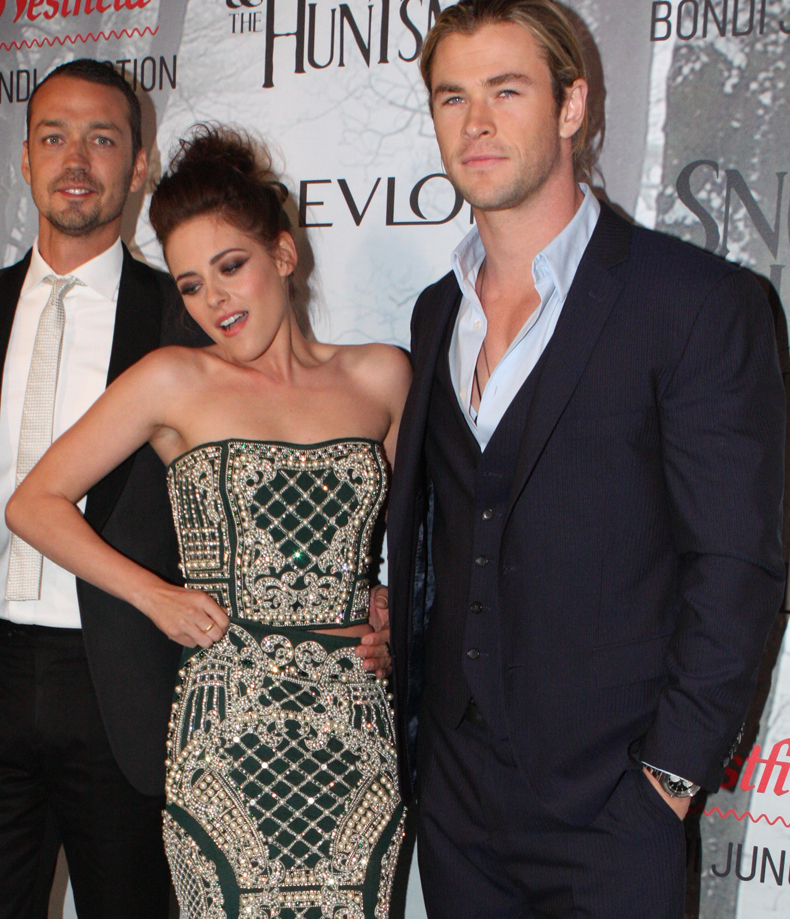
Kristen Stewart e Chris Hemsworth na estreia do filme Branca de Neve e o Caçador - Bondi Junction, Sydney, Austrália 2012.

O painel de Snow White and the Huntsman na Comic Con de San Diego para promoção do filme ocorreu no dia 23 de julho de 2011; a convenção teve  a participação dos produtores e de parte do elenco.
Foi anunciado pelo twitter do MovieFone, o Unscripted com o elenco de Snow White and the Huntsman (Kristen Stewart, Charlize Theron e Chris Hemsworth). A entrevista vai ser gravada no dia 26, mas só será divulgada completamente próximo ao lançamento do filme.
WonderCon 17/03. Universal Pictures: Battleship e Snow White and the Huntsman - Universal Pictures vai apresentar imagens e convidados especiais a partir de dois de seus próximos épico de ação e de aventuras: Battleship (18 de maio) e Branca de Neve e o Caçador (1 de junho). Battleship diretor / produtor Peter Berg será acompanhado por dois dos da estrela do filme, Alexander Skarsgård e Brooklyn Decker , para discutir o projeto. Branca de Neve e o Caçador do diretor, Rupert Sanders, vai responder a perguntas sobre o novo filme estrelado por Kristen Stewart, Charlize Theron, Chris Hemsworth e Sam Claflin.

## Lançamento
O filme teve sua estreia em 14 de maio de 2012, no Empire, Leicester Square, em Londres.

### Home media
O filme foi lançado em DVD e Blu-ray na Região 1 em 11 de setembro de 2012. O filme foi lançado nos mesmos formatos na Região 2 em 1 de outubro de 2012.

## Recepção

### Bilheteria

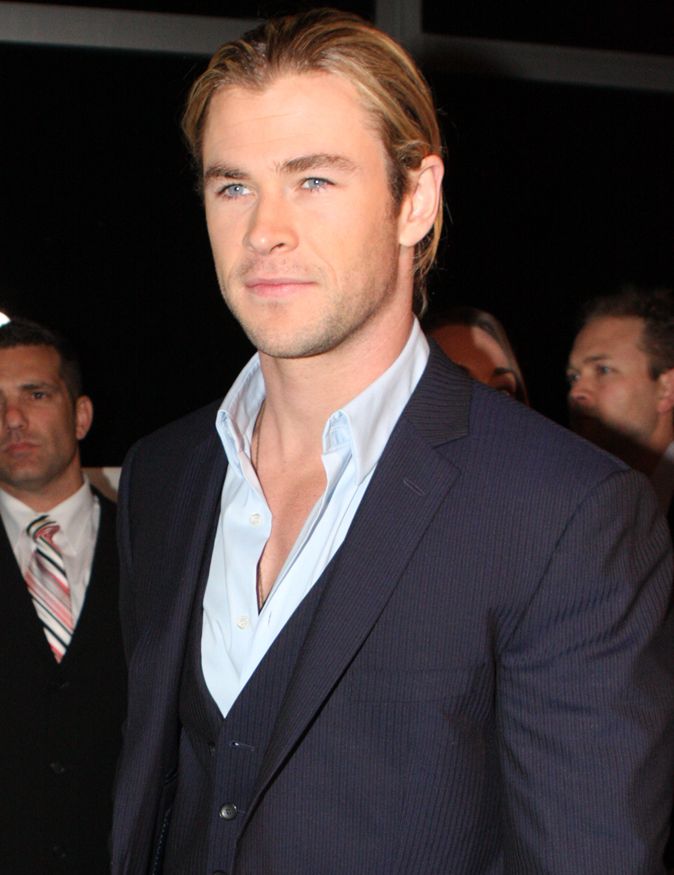
Hemsworth na premiere do filme Snow White and the Huntsman, Sydney em junho de 2012.

Snow White and the Huntsman ganhou US$ 155 332 381 nos Estados Unidos, juntamente com US$ 241 260 448 em outros territórios, para um total mundial de US$ 396 592 829.
Nos Estados Unidos, o filme arrecadou US$ 1 383 000 a partir de exibições à meia-noite. Para o seu dia de abertura, o filme liderou as bilheterias com US$ 20 468 525. Ele estreou em primeiro lugar nas bilheterias durante o fim de semana de abertura com US$ 56 217 700. É o décimo sétimo filme de maior bilheteria de 2012.
Fora dos Estados Unidos, Snow White and the Huntsman tinha uma abertura de US$ 39,3 milhões de dólares, ocupando o segundo lugar geral no fim de semana atrás de Men in Black 3. No entanto, classificada como número 1 em 30 países.

### Reação da crítica

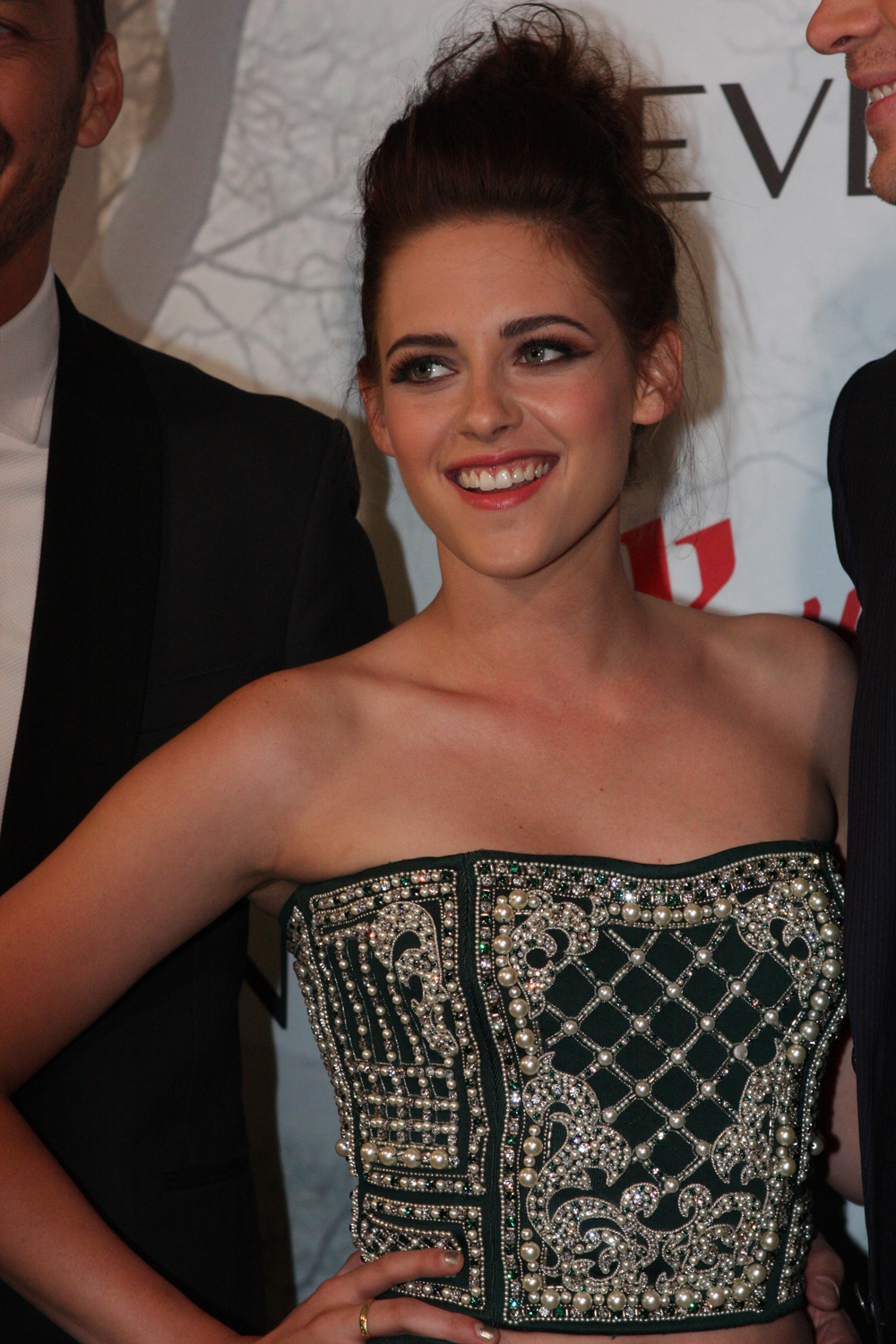
Stewart na premiere de Snow White and the Huntsman, Sydney em junho de 2012.

Snow White and the Huntsman recebeu críticas mistas, o filme tem uma classificação de 48% "podre" no Rotten Tomatoes, baseado em 209 opiniões com uma leitura de consenso, "Enquanto ele oferece um adequado conto de fadas sombrio no qual se inspirou, Snow White & the Huntsman é desfeito pelas atuações fracas, ritmo problemático, e um roteiro confuso". Pesquisas realizades pelo CinemaScore revelaram que a nota média que os cinéfilos deram ao filme foi um "B" em uma escala de A+ a F.

## Prêmios e indicações
| Ano  | Prêmio                           | Categoria                                                        | Resultado                   |
| ---- | -------------------------------- | ---------------------------------------------------------------- | --------------------------- |
| 2012 | Teen Choice Awards               | Hissy Fit (Charlize Theron)                                      | Venceu[carece de fontes?]   |
| 2012 | Teen Choice Awards               | Villain (Charlize Theron)                                        | Indicado[carece de fontes?] |
| 2012 | Teen Choice Awards               | Breakout (Sam Claflin)                                           | Indicado[carece de fontes?] |
| 2012 | Teen Choice Awards               | Action Movie                                                     | Indicado[carece de fontes?] |
| 2012 | Teen Choice Awards               | Movie Star Male (Chris Hemsworth)                                | Venceu[carece de fontes?]   |
| 2012 | Teen Choice Awards               | Movie Star Female (Kristen Stewart)                              | Venceu[carece de fontes?]   |
| 2012 | Teen Choice Awards               | Movie Star Female (Charlize Theron)                              | Indicado[carece de fontes?] |
| 2012 | Gucci Awards for Women in Cinema | Women in Cinema (Colleen Atwood)                                 | Indicado[carece de fontes?] |
| 2012 | Satellite Awards                 | Melhor som ( Montagem e Edição) (Craig Henighan / Chris Munro)   | Indicado                    |
| 2012 | Satellite Awards                 | Melhor Figurino (Colleen Atwood)                                 | Indicado                    |
| 2013 | Teen Choice Awards               | Favorite Movie                                                   | Indicado                    |
| 2013 | Teen Choice Awards               | Favorite Face of Heroism (Kristen Stewart)                       | Indicado                    |
| 2013 | Teen Choice Awards               | Favorite On-Screen Chemistry (Kristen Stewart / Chris Hemsworth) | Indicado                    |
| 2013 | BAFTA                            | Melhor Figurino                                                  | Indicado                    |
| 2013 | Oscar                            | Melhores efeitos visuais                                         | Indicado                    |
| 2013 | Oscar                            | Melhor figurino                                                  | Indicado                    |
| 2013 | Razzie Awards                    | Pior Atriz (Kristen Stewart)                                     | Venceu                      |